# La Nuit au désert
Pour les articles homonymes, voir Les Nuits du désert.
La Nuit au désert  est un tableau du peintre français Jean-Léon Gérôme. C’est une peinture à l'huile sur toile de 56 × 100 cm réalisée en 1884, et représentant une tigresse et ses tigreaux. Il fait partie de la collection non-exposée du Carnegie Museum of Art à Pittsburgh. Le musée possède aussi Lion tentant de saisir un papillon.
Le tableau est présenté au salon de peinture et de sculpture de 1884 en même temps que Vente d'esclaves à Rome.
Dans le livre d'or du Salon de peinture et de sculpture de 1884, la toile dont les dimensions sont 45 × 80 cm est présentée ainsi :

« Un désert de sable, montueux et gris, à la lueur des étoiles. Au fond, une silhouette de montagnes dentelées. Sur le premier plan à gauche, devant un trou, est allongée une tigresse, vue de profil, qui regarde ses deux petits jouant à quelques pas d’elle. »

L’œuvre est signée en bas à gauche et l'esquisse est signée et dédiée en bas à droite « à ma fille Blanche », la seconde fille de Gérôme.
Les dimensions données par le catalogue du salon et les dimensions connues de la toile du Carnegie Museum laissent à penser qu’il y a eu plusieurs toiles du même sujet. Il existe aussi une esquisse de 26 × 46 cm dans une collection particulière. Dans cette version, les tigreaux ne sont pas présents.
Il s’agit d’un des sujets préférés de l’artiste qui a réalisé de nombreuses toiles sur les félins, allant même jusqu’à posséder un vrai lion. 

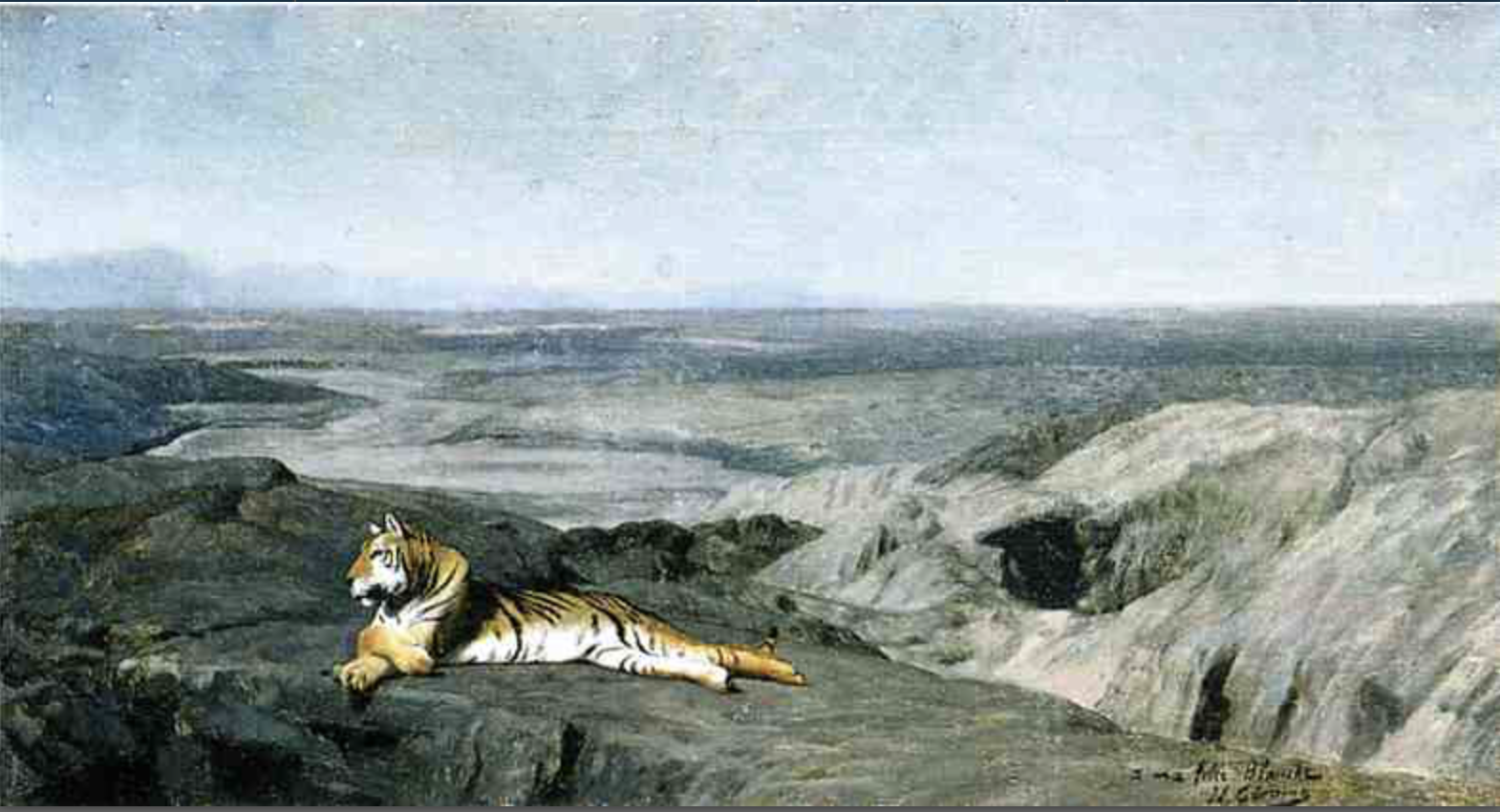
Esquisse Tigre couché, au clair du lune.
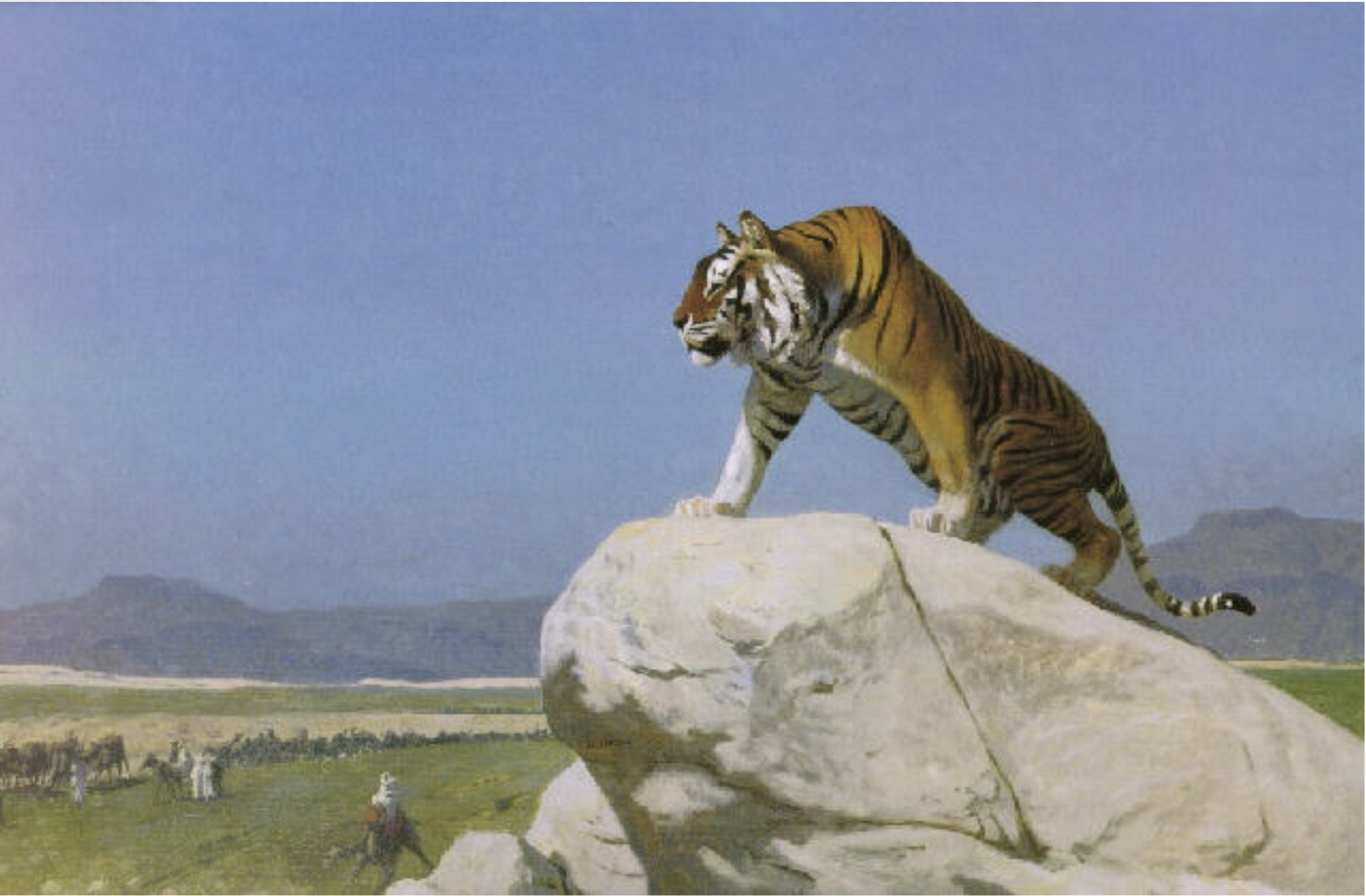
Tigre aux aguets.
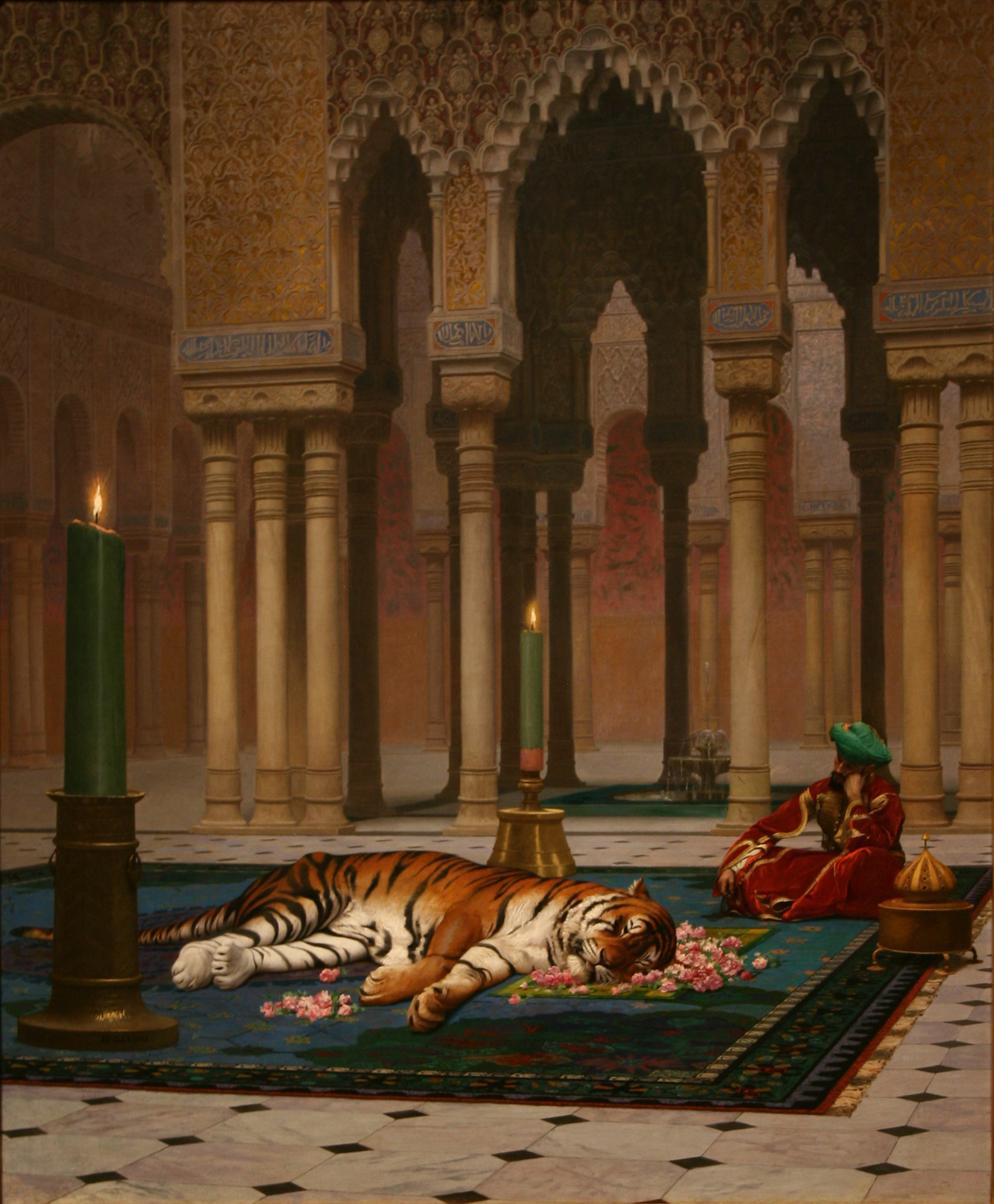
La Douleur du Pacha.
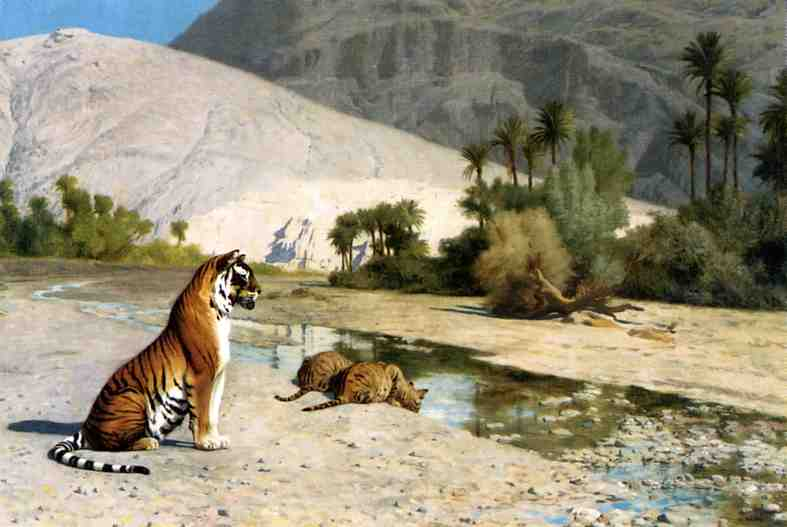
Tigresse et ses Petits.